# Occhieppo Superiore
Occhieppo Superiore ist eine italienische Gemeinde  in der Provinz Biella (BI), Region Piemont.

## Lage und Einwohner
Die Gemeinde hat 2578 Einwohner. (Stand 31. Dezember 2023)
Die Nachbargemeinden sind Biella, Camburzano, Muzzano, Occhieppo Inferiore, Pollone und Sordevolo.

## Geografie
Das Gemeindegebiet umfasst eine Fläche von fünf Quadratkilometern.

## Persönlichkeit
- Luigi Maffeo (1915–1971), Militärerzbischof von Italien, wurde in Occhieppo Superiore geboren.